# Антоніо Петрович
Антоніо Петрович (24 вересня 1982) — чорногорський ватерполіст.
Учасник Олімпійських Ігор 2012 року.
Призер Чемпіонату світу з водних видів спорту 2013 року.